# Печерні церкви в Іваново
43°43′ пн. ш. 25°58′ сх. д. / 43.717° пн. ш. 25.967° сх. д.
Печерні церкви в Іваново (болг. Ивановски скални църкви) — скельний комплекс храмів, каплиць та келій поблизу міста Русе в Болгарії. Об'єкт Світової спадщини ЮНЕСКО з 1979 року. П'ять з церков комплексу містять збережені фрески XIII–XIV століть, що є зразком унікального середньовічного болгарського стінопису.

## Історія
Скелі почали заселятися ченцями с XIII століття. У період розквіту монастиря нараховувалося 40 храмів та каплиць, а також близько 300 келій. Після XVII століття монастир обезлюднів. Більша частина будівель занедбана.

## Збережена частина
З печерних церков найкраще збереглися чотири:
- Каплиця Господев Дол — прикрашена фресковим живописом. В келіях неподалік знайдений напис, що засвідчує останні роки життя і поховання в цьому монастирі болгарського царя Івана Тертера;
- Прихована церква — збудована царем Іваном Асенем II. На одній з фресок є його зображення із храмом на руках;
- Церква — заснована царем Іваном Александром у другій половині XIV століття. Має фресковий розпис на біблейні сюжети, зроблені в манері спотвореного Ренесансу.
- Внутрішня церква.